# Dieter Schlindwein
Dieter Schlindwein (ur. 7 lutego 1961 w Karlsdorf-Neuthard) – niemiecki piłkarz występujący na pozycji obrońcy. Trener piłkarski.

## Kariera klubowa
Schlindwein jako junior grał w zespołach FC Germania Karlsdorf oraz SV Waldhof Mannheim, do którego trafił w 1977 roku. W 1978 roku został włączony do jego pierwszej drużyny, grającej w 2. Bundeslidze Süd. W 1983 roku awansował z klubem do Bundesligi. W lidze tej zadebiutował 13 sierpnia 1983 roku w wygranym 2:0 pojedynku z Werderem Brema. 19 maja 1984 roku w wygranym 2:1 spotkaniu z Fortuną Düsseldorf strzelił pierwszego gola w Bundeslidze. Przez osiem lat w barwach Waldhofu rozegrał 221 spotkań i zdobył 17 bramek.
W 1986 roku Schlindwein odszedł do Werderu Brema, także grającego w Bundeslidze. Pierwszy ligowy mecz zaliczył tam 9 sierpnia 1986 roku przeciwko 1. FC Nürnberg (5:3). W barwach Werderu zagrał łącznie trzy razy. W 1987 roku przeszedł do innego pierwszoligowca, Eintrachtu Frankfurt. Zadebiutował tam 1 sierpnia 1987 roku w zremisowanym 2:2 spotkaniu z 1. FC Kaiserslautern. W 1988 roku zdobył z klubem Puchar RFN.
W 1989 roku Schlindwein przeniósł się do innego zespołu Bundesligi, FC St. Pauli. Po raz pierwszy wystąpił tam 22 sierpnia 1989 roku w zremisowanym 1:1 pojedynku z FC Homburg. W 1991 roku spadł z zespołem do 2. Bundesligi. W 1995 roku wrócił z nim do Bundesligi. W 1996 roku zakończył karierę.

## Kariera reprezentacyjna
W 1984 roku Schlindwein został powołany do kadry na Letnie Igrzyska Olimpijskie, które piłkarze RFN zakończyli na ćwierćfinale. Wcześniej grał w reprezentacji RFN U-21.